# Гней Доміцій Агенобарб (консул 96 року до н. е.)
Гней Доміцій Агенобарб (лат. Gnaeus Domitius Ahenobarbus; 139 — 89 роки до н. е.) — політичний, державний та військовий діяч Римської республіки, консул 96 року до н. е., великий понтифік з 103 до 89 року до н. е.

## Опис
Походив з родини нобілів Доміціїв Агенобарбів. Син Гнея Доміція Агенобарба, консула 122 року до н. е.
Державну кар'єру почав рано. У 118 році разом з Луцієм Ліцинієм Крассом був обраний дуумвіром для виведення римських колоній у Нарбонській Галлії. У 116—115 роках до н. е. виконував обов'язки державного монетарія.
У 104 році колегія понтифіків відмовилася обрати його понтифіком замість його батька. Тоді ж консул Марк Скавр заблокував спробу Гнея Агенобарба стати членом колегії авгурів.
У 104 році до н. е. став народним трибуном. На цій посаді притягнув до суду Марка сілана, консула 109 року до н. е., за невдалу війну з кімврами й завдання шкоди його клієнтові Егрітомару, втім не домігся звинувачувального вироку. Проте розробив законопроєкт щодо обрання членів у жрецькі колегії та їхніх голів на народних зборах, домігся його прийняття. Згідно з цим законом обрано спочатку понтифіком, а згодом й великим понтифіком (lex Domitia de Sacerdotiis). У цей же час невдало судився з Марком Скавром, консулом 115 року до н. е.
У 100 році брав участь у придушення руху Аппулея Сатурніна. Водночас був другом Цецилія Метелла Нумідійського й підтримував його у вигнанні.
Гней Агенобарб у 99 році до н. е. став претором, а у 96 році до н. е. його обрано консулом разом з Гаєм Кассієм Лонгіном. У 92 році до н. е. обраний цензором разом Луцієм Ліцинієм Крассом. На цій посаді видав едікт про заборону виступів латинських риторів. Втім незабаром цензори посварилися — Красс звинувачував Агенобарба у безсердечності, а Агенобарб Красса — у любові до розкошів. Внаслідок цього цензори склали свої повноваження.
У 91 році до н. е. завадив нападу племені марсів на чолі із Поппедієм Сілоном, запропонувавши останньому домогатися громадянських прав не військовими діями, а перемовинами.

## Родина
Діти:
- Гней Доміцій Агенобарб
- Луцій Доміцій Агенобарб